# Аскеров, Алимирзамин Гаввам оглы
Алимирзамин Гаввам оглы Аскеров (азерб. Əlimirzamin Qəvvam oğlu Əskərov; род. 1959) — азербайджанский дипломат. Посол Азербайджана в Таджикистане.

## Биография
Родился в 1959 году. В 1981 году окончил Ленинградский Государственный Университет.
В 1993 году окончил Дипломатическую академию МИД России.
С 1992 по 2021 год работал в МИД Азербаджанской Республики.
С 1994 по 1998 год первый секретарь посольства Азербайджанской Республики в Исламской Республике Иран.
С 1998 по 2012 год был заведующим отделом, заместителем начальника управления, начальником управления по правам человека, демократизации и гуманитарным проблемам МИД Азербаджанской Республики.
С 2012 по 2017 год работал советником в посольстве Азербайджанской Республики в Чехии.
С 2017 по 2021 год являлся начальником управления по гуманитарным и социальным вопросам МИД Азербайджанской Республики.
С 16 июля 2021 года является чрезвычайным и полномочным послом Азербайджанской Республики в Республике Таджикистан.
Имеет ранг чрезвычайного и полномочного посла.
В 2005 году защитил кандидатскую диссертацию на тему «Практика международно-правового регулирования консульских отношений: опыт Азербайджанской Республики».
Кандидат юридических наук.
В 2000 - 2012 гг. и 2018 - 2021 гг. по совместительству занимался педагогической деятельностью. Был преподавателем, старшим преподавателем, доцентом на кафедре международных отношений и внешней политики Академии Государственного Управления при Президенте Азербайджанской Республики. 
Владеет русским, английским, персидским, чешским, таджикским языками.